# Ostenfelde (Ennigerloh)

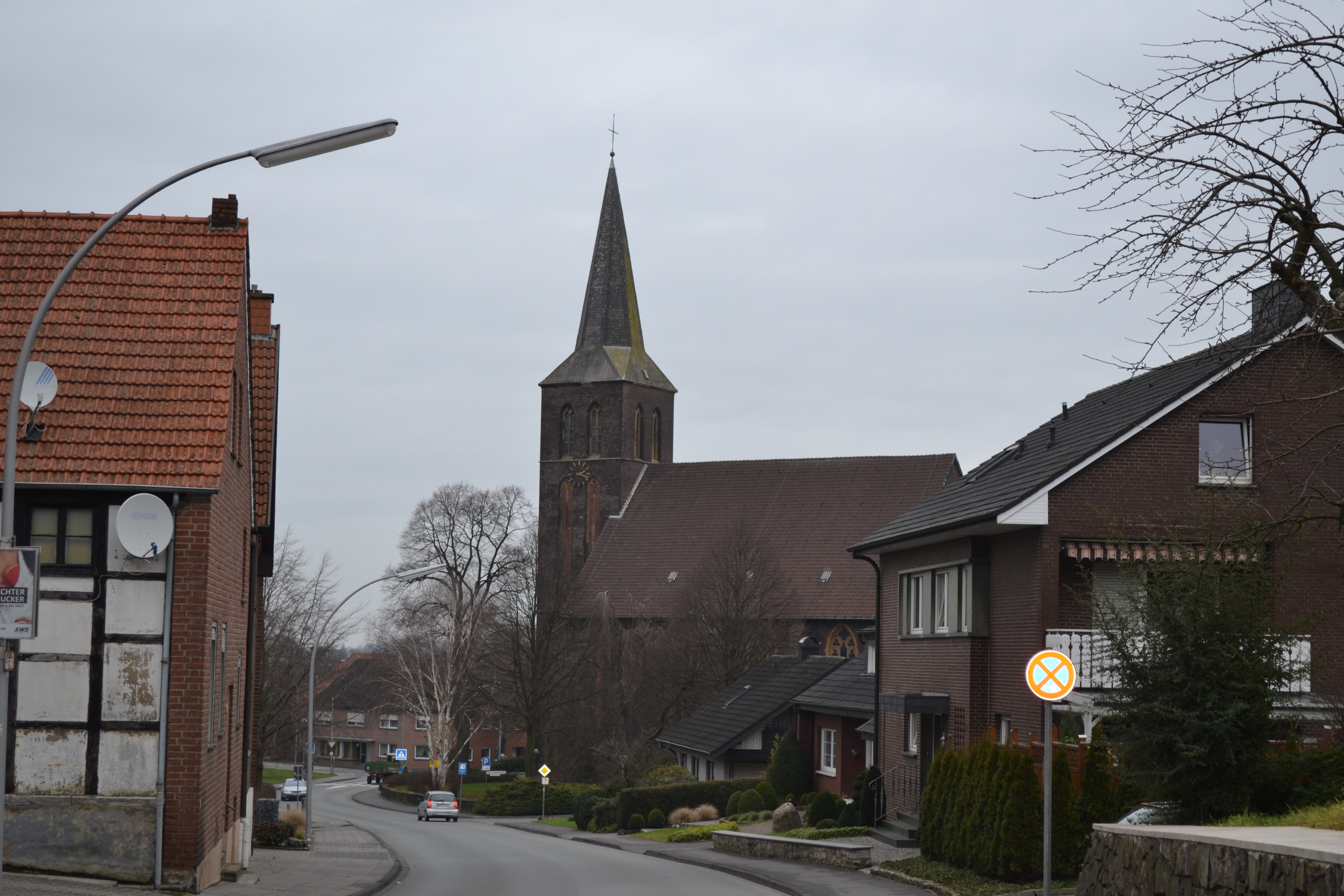
Ortsansicht mit Kirche St. Margaretha

Ostenfelde ist ein Ortsteil von Ennigerloh mit etwa 2.500 Einwohnern und liegt nordöstlich von Ennigerloh im Kreis Warendorf in Nordrhein-Westfalen.
Der Ort ist auch heute noch von der Landwirtschaft geprägt. Bekannt ist Ostenfelde als Geburtsort des Mathematikers Karl Weierstraß.

## Geschichte

### Bis zum Zweiten Weltkrieg

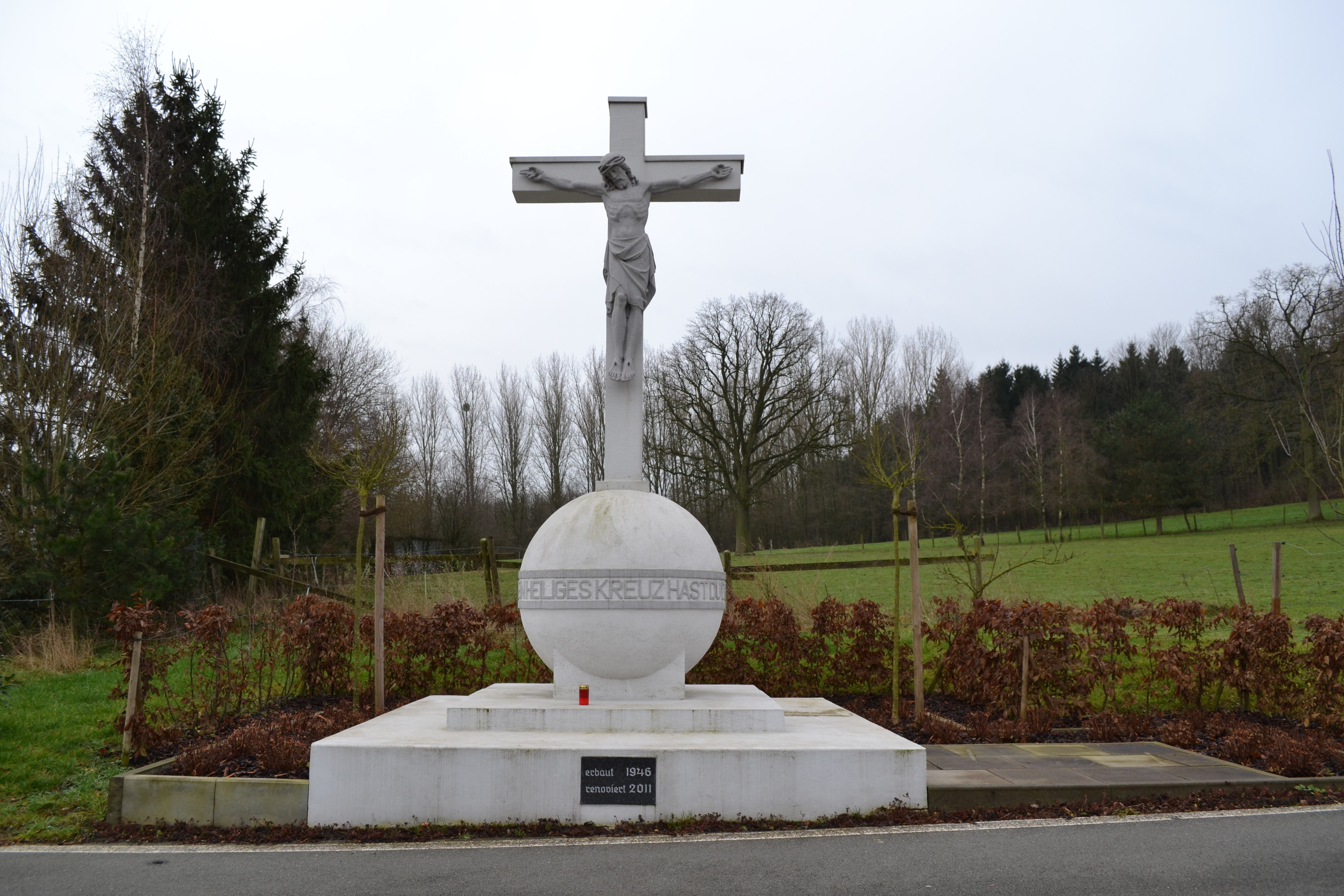
Heiliges Kreuz

Um 890 wurde das jetzige Ostenfelde in einem Güterverzeichnis der Abtei Werden an der Ruhr erstmals Astonfelde genannt, das bedeutete Feld im Osten. In die Zeit von 1022 bis 1032 fiel wahrscheinlich die Gründung der Pfarre, die im Jahre 1177 erstmals in einer Urkunde genannt wurde. Hinricus dictus Vinke de Ostenfelde erbaute um 1300 die Burg Varnholte (vor dem Holze, Vornholz). Der tolle Christian war mit den Hessen verbündet, er überfiel den Ort zweimal, daher stammt noch heute die Bezeichnung Hessenknapp. Im Jahre 1656 erwarb Dietrich Hermann von Nagel den Besitz Vornholz, der im Dreißigjährigen Krieg zum Teil zerstört wurde. Auf den alten Grundmauern erbaute der Architekt Pictorius der Ältere das heutige Schloss Vornholz. Die Geschichte Ostenfeldes ist bis heute mit diesem Adelsgeschlecht eng verbunden. Im Jahre 1675 wurde, nach dem anhaltenden Streit, der Besitzer der Nienburg verhaftet. Auf Befehl des Fürstbischofes Christoph Bernhard von Galen wurde die Nienburg durch die Soldaten des Dietrich Hermann von Nagel zerstört. Eine Ruine erinnert noch heute an den Standort dieser Burganlage.

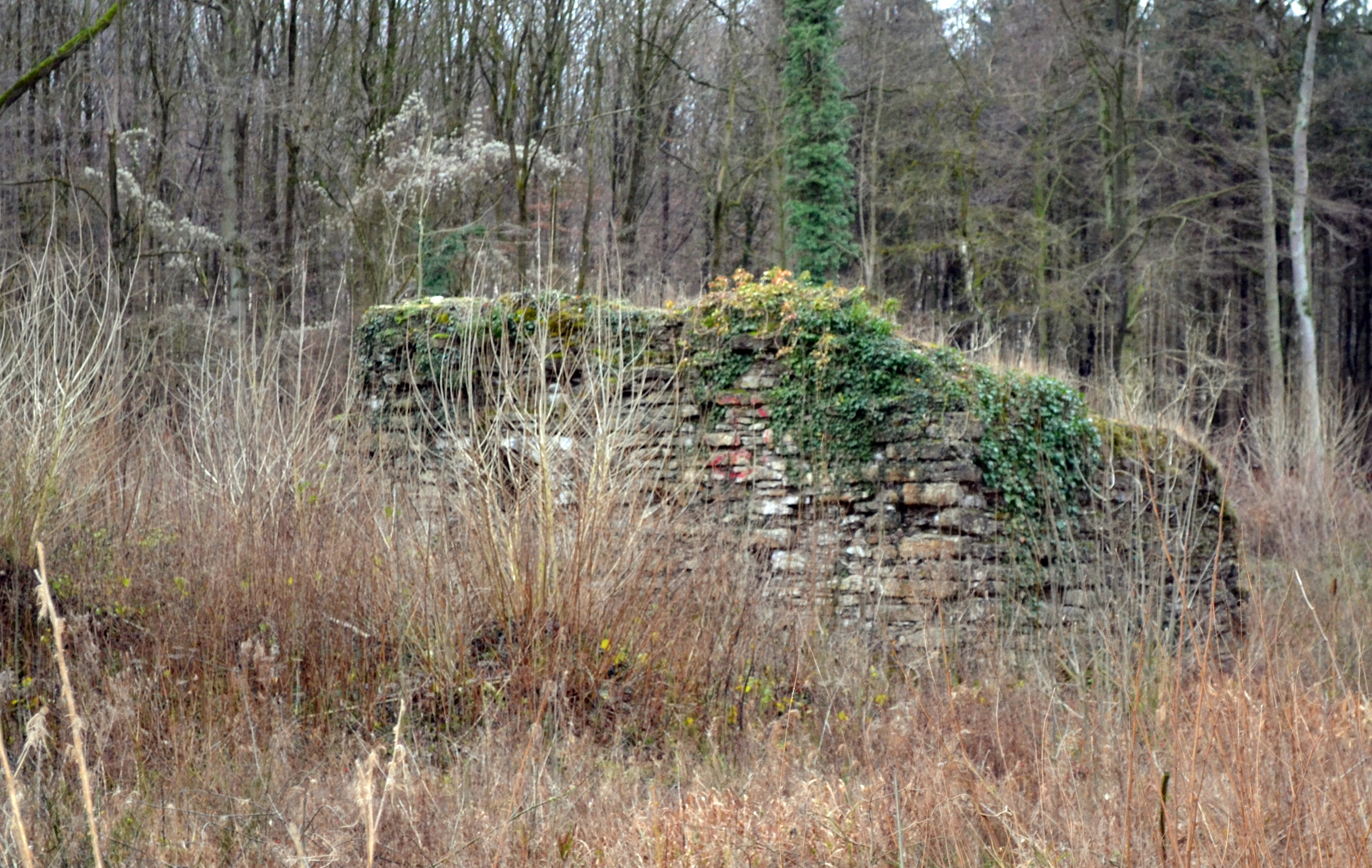
Burgruine Nienburg Ostenfelde

Durch die Heirat des Hermann Adolf von Nagel mit Johanne Elisabeth von Doornick, im Jahre 1765, hieß das Geschlecht von da an von Nagel-Doornick. Die Nachfahren dieses Adelsgeschlechtes leben noch heute auf dem Wasserschloss Vornholz. Die alte Kirche auf dem Margarethenplatz wurde abgebrochen, nachdem in den Jahren 1860 bis 1861 die neue Kirche St. Margaretha nach Plänen des münsteraner Diözesanbaumeisters Emil von Manger erbaut worden war. Ein Krankenhaus wurde 1873 gegründet, der Umzug in das neue Haus erfolgte 1882.

### Nach dem Zweiten Weltkrieg
Clemens Freiherr von Nagel-Doornick gründete 1937 das Gestüt Vornholz, das nach seinem Tode wieder aufgelöst wurde. Seine Schwester Ida von Nagel gewann auf Afrika, einem Pferd des Gestüts Vornholz, 1952 in Helsinki mit der deutschen Mannschaft im Dressurreiten die Bronzemedaille. Sie war die erste deutsche Reiterin, die bei Olympischen Spielen eine Medaille gewann.
Am 21. November 1944 stürzte der US-amerikanische Pilot Harry Alfons Thompson (78th Fighter Group, 82nd Fighter Squadron) nach Flaktreffer bei Ostenfelde ab und wurde gefangen genommen. Wie alle Gemeinden erlebte auch Ostenfelde nach dem Zweiten Weltkrieg einen Aufschwung. Am 1. Januar 1975 wurde Ostenfelde aufgrund § 16 Münster/Hamm-Gesetz nach Ennigerloh eingemeindet. 2009 wurde Ostenfelde zum schönsten Dorf in Nordrhein-Westfalen ernannt.

## Sehenswürdigkeiten
Sehenswert ist die denkmalgeschützte Schürenbrinkkapelle, die 1862 nach Plänen des Architekten Emil von Manger errichtet wurde.

## Vereine
- Der Heimatverein betreut die Heimatstuben, das Dorfarchiv, gibt den Heimatkalender heraus und hat bisher zwei Geschichtsbücher und 75 kleinere Schriften aufgelegt.[4]